# Ricardo Martí Fluxá
Ricardo Martí Fluxá (Madrid, 8 de septiembre de 1950) Abogado y miembro de la Carrera Diplomática Española. Secretario de Estado de Seguridad desde 1996 hasta 2000.

## Biografía
Licenciado en Derecho por la Universidad Complutense de Madrid, ingresó a continuación en la Escuela Diplomática.
Desde 1976 hasta 1982 desempeñó varios puestos en la Administración Pública.  Entre 1976 y 1978, Director de Coordinación y Asuntos Técnicos en el Gabinete del Ministro de Asuntos Exteriores.  En 1978 fue nombrado Director del Gabinete del Ministro de Asuntos Exteriores, cargo que ocupó hasta 1980. Desde este año hasta 1981 Director del Gabinete del Ministro de Administración Territorial y Desde 1981 hasta 1982 Director del Gabinete del Vicepresidente Primero del Gobierno.  
En 1982 Ricardo Martí Fluxá fue nombrado Secretario de Primera Clase en la Embajada de España en Nairobi y Representante Permanente Adjunto ante los Organismos de las Naciones Unidas con sede en Nairobi, puesto que desempeñó hasta 1985, momento en que fue nombrado Consejero de la Embajada de España en Londres.  Desde 1987 hasta 1990 Cónsul General de España en Houston. 
Gerente de la Real Academia Española desde 1990 hasta 1992.  Jefe de Protocolo de la Casa de Su Majestad El Rey, desde 1992 hasta 1996.  
Secretario de Estado de Seguridad en el Ministerio del Interior desde 1996 hasta el 2000.
Dentro de la empresa privada ha sido Presidente de Marco Polo Investments, Presidente de GRUPO MGO, S.A., Sociedad de Previsión de Riesgos Laborales, Consejero del Grupo Tomás Pascual, Consejero de Ibersecurities, Consejero de IKUSI, Ángel Iglesias S. A. y Consejero, Miembro de la Comisión Ejecutiva y Presidente de la Comisión de Personal y Retribuciones de la Caja de Ahorros y Monte de Piedad de Navarra.
Actualmente es Presidente de la inmobiliaria Neinor, Presidente de la Asociación Española de Empresas de Consultoría Inmobiliaria (ACI), Presidente de la Asociación Española de Tecnologías de Defensa, Seguridad, Aeronáutica y Espacio (TEDAE), Presidente del Instituto Tomás Pascual para la Nutrición y la Salud, Consejero de Liteyca, S. L., Miembro del Consejo Asesor de Arcano Capital, Miembro del Consejo Asesor de ProA Capital y miembro del Consejo Asesor de Accuracy.
Ricardo Martí Fluxá ha sido condecorado con la gran cruz de la Orden de Isabel la Católica, es comendador de número de la Orden de Carlos III y también comendador de la Orden del Mérito Civil.  También cuenta con numerosas condecoraciones extranjeras entre las que destacan la de comendador de honor de la Real Orden Victoriana, otorgada por el Reino Unido y la gran cruz de la Orden de Servicios de la República de Austria. También fue nombrado Guardia Civil Honorífico el 5 de julio de 2000 (Boletín Oficial de la Guardia Civil 16/2000)

## Actividades de Carácter Institucional
Ricardo Martí Fluxá es Presidente de la Fundación Ankaria, Presidente del Patronato del Instituto de Empresa y Humanismo, Miembro de la Comisión Asesora de la Fundación Botín, miembro del Patronato de la Fundación Real Academia de Ciencias de España,  miembro del Patronato de la Fundación Museo Ramón Gaya de Murcia y miembro del Patronato de la Fundación Juan March.
Ha sido Patrono del Museo Guggenheim, desde el 2000 al 2017; Presidente de las Tertulias Hispano-Británicas, desde el 2002 hasta el 2005; Presidente de la Fundación de Casas Históricas y Singulares, desde el 2006 hasta el 2009; Miembro del Consejo Rector y Secretario de la Fundación Pro Real Academia Española, desde el 2000 hasta el 2019;  Miembro del Consejo Rector de la Academia Europea de Ciencias y Artes, desde el año 2000 al 2015, miembro del Patronato de la Fundación Amigos del Museo del Prado desde el 2015 hasta el 2018 y Presidente del Patronato del Museo Nacional Centro de Arte Reina Sofía desde el 2017 hasta 2020.

## Matrimonio e hijos
Se casó con María Pilar Elías de Tejada Lozano el 31 de marzo de 1977 y tiene tres hijos:
Pilar Martí – Fluxá Elías de Tejada (Madrid, 31 de enero de 1978)
Ricardo Martí – Fluxá Elías de Tejada (Madrid, 13 de enero de 1981)
Javier Martí – Fluxá Elías de Tejada (Londres, 31 de agosto de 1986)
- Datos: Q6108316